# Guinea Pig: El Experimento del Diablo
Guinea Pig: Devil's Experiment (en japonés: ギニーピッグ 悪魔の実験, romanizado: Ginī Piggu: Akuma no Jikken) es una película de terror japonesa de 1985 escrita y dirigida por Satoru Ogura, y la primera película de la serie de películas Guinea Pig.
La película muestra a un grupo de tres hombres que abusan gráficamente de una mujer de diversas formas. Se presenta en un estilo de metraje encontrado, con un texto en pantalla que afirma que la película presenta imágenes reales de tortura, supuestamente destinada a ser un experimento sobre la tolerancia del cuerpo humano al dolor, que supuestamente fue enviada a Ogura. Sin embargo, las escenas de violencia que aparecen en la película no son auténticas y utilizan ampliamente efectos prácticos.
Guinea Pig: Devil's Experiment ha sido llamada una " película snuff falsa" y se ha destacado por su descripción de la violencia.

## Sinopsis
La película se presenta bajo la apariencia de ser un vídeo enviado al director Satoru Ogura, con un texto inicial que dice lo siguiente:
Hace varios años, obtuve un vídeo privado con el título Guinea Pig. Su comentario decía que 'este es el informe de un experimento sobre el punto de ruptura del dolor soportable y la corrosión de los sentidos de las personas'... pero fue, de hecho, una exhibición de crueldad diabólica en la que tres perpetradores abusaron gravemente de una mujer. Nota: 'Conejillo de indias' se define como cualquier material experimental.
Se ve a una mujer colgada inmóvil al aire libre en una red. A lo largo de la película, tres hombres la torturan de diversas formas. La película está dividida en diez segmentos, cada uno de los cuales representa un método diferente de tortura. El primer segmento, titulado "golpe" (殴), muestra a los hombres turnándose para golpear a la mujer en la cara en numerosas ocasiones. El siguiente segmento, "patada" (蹴), muestra a la mujer, con los ojos vendados y las manos detrás de la espalda, siendo pateada y reprendida repetidamente por los tres hombres. En el tercer segmento, "garra" (抓), se pellizca la mano derecha y el antebrazo de la mujer con unos alicates. El cuarto segmento, "girar" (回), muestra a los hombres haciendo girar a la mujer en una silla más de 100 veces. El quinto segmento, "sonido" (音), muestra a la mujer obligada a soportar horas de tortura sonora, en la que se le colocan en la cabeza unos auriculares que reproducen un fuerte rudo blanco.
En el sexto segmento, "piel" (剥), se arranca una de las uñas de la mujer y se la muestra colgando afuera en una red una vez más. El séptimo segmento, "quemar" (焼), muestra a la mujer tendida sobre una mesa, y se vierte aceite hirviendo de diversos grados sobre su piel, quemándola. El octavo segmento, "gusano" (虫), muestra que le arrojan gusanos. En el noveno segmento, "tripas" (臓), los hombres arrojan órganos y entrañas a la mujer. Se hace una incisión a lo largo del dorso de una de sus manos con una cuchilla y luego se aplasta la mano con un martillo. En el décimo y último segmento, "aguja" (針), los hombres insertan una aguja en la sien de la mujer y la introducen en su ojo izquierdo. Luego se la muestra colgada al aire libre en la red una vez más, inmóvil.

La película finaliza con la lectura del texto:
Los detalles de este experimento faltaban cuando recibí este video, pero el nombre, la edad y otra información de la mujer y los tres hombres en este video están bajo investigación.

## Recepción y análisis críticos
En 1984, Satoru Ogura se propuso retratar una serie de películas muy grotescas. El primer borrador de Devil's Experiment se pasó al artista y escritor de manga Hideshi Hino y recibió comentarios positivos. Hino comenzó a trabajar simultáneamente en el guion de la segunda entrega. Pensando que sería muy difícil encontrar actores para esta serie, Ogura publicó anuncios solicitando voluntarios. Para su sorpresa, recibió una gran cantidad de respuestas. Tanto Devil's Experiment como Flower of Flesh and Blood se rodaron consecutivamente en 1985 y se estrenaron públicamente en 1986. Tras su lanzamiento, Devil's Experiment impactó el mercado de alquiler japonés. Las tiendas familiares que se opusieron a la idea de llevar el título luego cedieron para mantenerse al día con el número de solicitudes de su base de clientes.
Al escribir sobre la presentación de Devil's Experiment como una auténtica película snuff, J. Doyle Wallis de DVD Talk escribió que "no me pareció en lo más mínimo cierto", pero señaló que, "a pesar de detectar los tropiezos que traicionan su realidad, es bastante inquietante". Lo llamó "difícil de ver" y "audaz pero también absolutamente deplorable", y afirmó que su "perversidad existe simplemente para explotar una parte de la psique humana que carece totalmente de mérito".
En su libro Eros in Hell: Sex, Blood and Madness in Japanese Cinema, Jack Hunter escribió que las técnicas de filmación y edición implementadas en la película hacen que sea "una meditación efectiva y sorprendentemente discreta sobre la deshumanización acumulativa que causa la violencia en el cine japonés". Tanto el agresor como la víctima". En Nightmare Japan: Contemporary Japanese Horror Cinema, el autor Jay McRoy señala de manera similar tales técnicas, escribiendo que si bien la película "[difumina] las distinciones de la audiencia entre realidad y ficción, aumentando así el impacto visceral generado por la verosimilitud del 'experimento'", su "sofisticación técnica y arte" expone su naturaleza ficticia.

## Medios domésticos
Guinea Pig: Devil's Experiment fue lanzado en VHS por Midnight 25 Video. A principios de la década de 2000, el distribuidor Unearthed Films lanzó la película en DVD como una película doble con otra entrada en la serie Guinea Pig, Android of Notre Dame.